# Lola Amores
Lola Amores (Villa Clara, 1977) es una actriz de teatro y cine cubana. En teatro ha formado parte durante más de una década del grupo El Ciervo Encantado y es cofundadora de Teatro La Isla Secreta. Con su trabajo teatral ha participado en eventos internacionales por numerosos países como Corea del Sur, India, México, Colombia, Brasil, Canadá, entre otros. En el cine es especialmente conocida por la película Santa y Andrés (2016) y La mujer salvaje (2023) estrenada en el Festival Internacional de Cine de Toronto por la que ha recibido diversos premios, entre ellos la Biznaga de Plata del 27 Festival de Cine de Málaga, premio a mejor actriz en la sección Vanguardia y Género en el festival BAFICI y una nominación a los Premios Platinos

## Biografía
Nació en Vueltas, en la provincia de Villa Clara, pero los tres primeros años de su vida vivió en México. La familia de Lola regresó a Cuba y vivió en San Antonio de las Vueltas.
En septiembre de 1995 comenzó a estudiar en el Instituto Superior de Arte (ISA) y se graduó en 1999. Pocos meses después de la graduación le propusieron empezar a trabajar en el grupo teatral el Ciervo Encantado. Entre las obras teatrales donde trabajó se encuentran Un elefante ocupa mucho espacio, Pájaros de la Playa, Visiones de la Cubanosofia entre otras. Realizó numerosas giras internacionales por países como Korea del Sur, la India, España, Brazil, México, Canadá  siendo la primera experiencia de la actriz con el público fuera de Cuba.Situado en la vanguardia del teatro de la época, realizaba performances interviniendo en el espacio público y trabajaba con escritores que estaban censurados en Cuba como Reinaldo Arenas, Severo Sarduy o Cabrera Infante. desarrollando además, su gusto por la confección de vestuarios. Lola formó parte del grupo durante once años. En 2011 se anunció la ruptura de El Ciervo Encantado y poco después la actriz fue cocreadora de La Isla Secreta un espacio escénico ubicado en una pequeña casa de Centro Habana, junto a Eduardo Martínez, actor y fundador de El Ciervo Encantado. El origen del nombre La Isla Secreta fue un homenaje a María Zambrano ha explicado Eduardo Martínez.
El trabajo durante más de una década en El Ciervo Encantado más otros ocho años en La Isla Secreta marcaron un entrenamiento que posteriormente ha sido clave para su carrera interpretativa explica Lola.
En 2013 llega su primera experiencia en el cine con el corto La nube dirigido por Marcel Beltrán con actores como Broselianda Hernández y Manuel Porto.En la Escuela Internacional de Cine de San Antonio de los Baños participó en varios cortos hasta que en 2016  llegó su primer largo como protagonista: Santa y Andrés un polémico filme que narra la historia de un escritor prohibido y la encargada de vigilarlo. La película, un alegato contra la censura y el extremismo, fue censurada en Cuba. Por su personaje de Santa obtuvo el premio a mejor actriz en el Festival Internacional de Cine de Guadalajar y en el Miami Film Festival. En 2018 rodó con Alán González el corto Los Amantes y con este director novel y la productora Claudia Calviño protagonizó La mujer salvaje estrenada en 2023 que ha sido clave en su carrera internacional como actriz. Esta película, primer largometraje de Alán González, le valió el premio Biznaga de Plata a la mejor interpretación femenina en el Festival de Cine de Málaga en marzo de 2024 y otros reconocimientos,  entre ellos una nominación a los Premios Platino como mejor interpretación.y el premio a mejor interpretación femenina en la sección Vanguardia y Género en el prestigioso festival de cine independiente BAFICI.
También su siguiente largo, Una noche con los Rolling Stones (2024) dirigido por Patricia Ramos ha reportado el reconocimiento como mejor actriz en el Habana Film Festival de Nueva York en 2024.y en el Puerto Rico Film Festival.
Actualmente reside en la ciudad de Miami. 

## Filmografía
- La nube (2013) corto. Dirección y guion Marcel Beltrán

- Santa y Andrés (2016). Dirección Carlos Lechuga, Personaje: Santa
- Club de Jazz (2018) Dirección Esteban Insausti
- Los amantes (2018), corto. Dirección Alán González.[15]
- Sangre (2018), corto
- Fin (2019), corto
- Agosto (2019) Dirección Armando Capó
- Terranova (2021) Dirección Alejandro Alonso Estrella
- Miki Maníaco (2022) Dirección y guion Carla Forte, Personaje: Mimí
- La otra isla (2022) corto dirigido por Jose Manuel Garcia Casado - Personaje: Flor[17]
- Los océanos son los verdaderos continentes, (2023) Yamilet, Direccción Tommaso Santambrogio.[18]
- La mujer salvaje (2023), Dirección Alán González. Personaje: Yolanda
- Una noche con los Rolling Stones (2024) dirección Patricia Ramos Personaje: Rita[16]
- Fenómenos naturales (2024) dirección Marcos Antonio Díaz Sosa.[19] Personaje: Doctora Adriana

## Premios y reconocimientos
- 2017. Premio a la mejor actriz en el Festival Internacional de Cine de Guadalajara
- 2017 Premio como mejor actriz en Miami film festival
- 2017  Premio mejor actriz Festival de cine de Lleida, Cataluña, España.
- 2017 Premio mejor actriz, Festival de Cine de Ceará, Brasil.
- 2019 Premio Mejor actuación femenina, Muestra de Jóvenes Realizadores, Cuba.
- 2022 Premio mejor actriz Hollywood Florida Film Fest , EEUU.
- 2022. Festival de la Crítica Cinematográfica de Caracas.
- 2023 Mejor actriz de reparto en el Berlín Festival Competition FilmHaus.
- 2023 Mejor actuación protagónica en el Festival de Cine de Ceará, Brasil.
- 2023. Premio Mejor actriz en el festival de cine independiente Culver City Film Festival en Los Ángeles por Miki Maníaco.[20]
- 2024. Premio como mejor actriz en el Buenos Aires Festival Internacional de Cine Independiente BAFICI  Sección Vanguardia y Género.
- 2024. Biznagra de Plata del 27 Festival de Cine de Málaga a la mejor interpretación femenina por La mujer slave, de Alan González[14]
- 2024. Nominación a los Premios Platino por La Mujer Salvaje.
- 2024. Mejor Actriz en el Habana Film Festival de Nueva York por Una noche con los Rolling Stones, de la directora Patricia Ramos.[21]
- 2024 PREMIO MEJOR CONTRIBUCIÓN ARTÍSTICA– Mejor actuación por "La mujer salvaje" Bannabáfest. Panamá.
- 2024 Premio Indio Cubanacán de Honor, Festival de Invierno, Villa Clara, Cuba.
- 2024 Homenaje por su carrera en el 13 Festival de Cine y Memoria FIMEC-N, Marruecos. 2024.
- 2024 Mejor actriz en el Festival Internacional de Cine y Memoria Común,FIMEC-N 2024, Marruecos.